# コーポレート・メンフィス

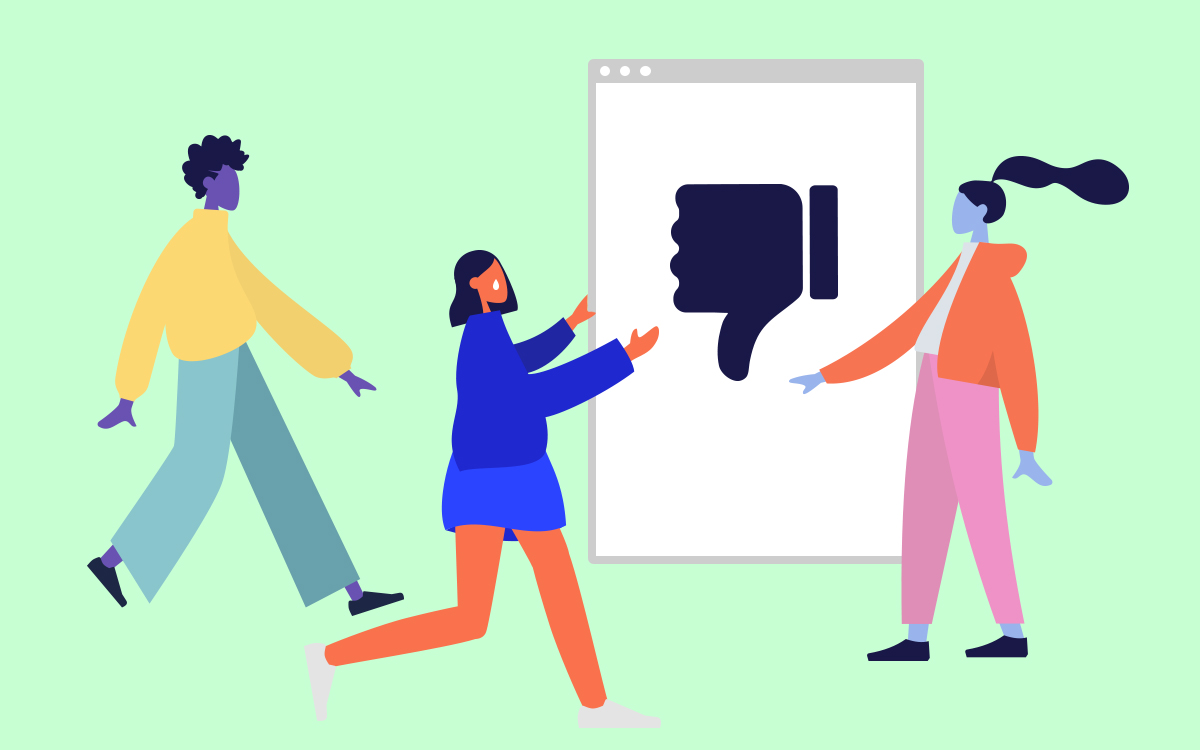
コーポレート・メンフィスの例

コーポレート・メンフィス（コーポレート・アートスタイル、ビック・テック・アートスタイルとも）とは、ビッグテック企業のWebサイト上でしばし使用されている、フラットデザインの影響を受けた幾何学的なイラストレーションのスタイルを指した用語である。

## 特徴
特徴として、大きく曲がりくねったように誇張された四肢をもった人物や、GUIとの親和性の高いスケーラブルなベクターベースの幾何学的形状などが挙げられる。2017年にデザインファームのBUCKがFacebookのために開発したAlegriaというイラストレーションライブラリが発端といわれ、2021年現在に至るまで、Webサイトに留まらず雑誌や屋外広告などあらゆるメディアに波及しつつある。このスタイルは肌をピンクやブルーなどといった色で表現するなど、インクルーシブな印象を与える一方で、 ユートピア的な世界観を提示することによって、テック企業に対する認識を無害化するかのような欺瞞性を感じるとして一部から批判されている。